# تيري موجيه
تيري موجيه (بالفرنسية: Thierry Mauger)‏ (1947 - 2017) مهندس وكاتب ورحالة ومدون فوتوغرافي وباحث في علم الشعوب فرنسي.

## عنه
في عام 1979 قدم موجيه للعمل في المملكة العربية السعودية بصفته مهندسا للرادارات، زار خلال عمله مناطق المملكة واستقر في منطقة عسير حيث تفرغ لدراسة فن العمارة والنقش فيها، ثم غادرها عام 1991 إلا أنه عادها زائرا في الأعوام 1994 و1966 و1998 لمواصلة أبحاثه ودراساته حول تاريخ وحضارة وإرث المنطقة.

## تكريمه
أقامت هيئة الأدب والنشر والترجمة حفلًا تكريميا في حي جاكس في الدرعية في 6 أبريل 2021 نشرت فيه كتب البروفيسور تيري موجيه، التي رصد من خلالها مظاهر الثقافة والحياة في جنوب المملكة خلال فترة الثمانينيات.

## مؤلفاته
من مؤلفاته:
- Hommes-fleurs et verte Arabie (French Edition)
- Impressions of Arabia: Architecture and Frescoes of the Asir Region (Langue anglaise)
- L'arche du désert (French Edition)
- The Bedouins of Arabia
- The ark of the desert
- Heureux bédouins d'Arabie (French Edition)
- Arabie jardin des peintres
- Tableaux d'Arabie: POUR INFO : TITRE ANGLAIS = FA3624 IMPRESSIONS OF ARABIA (ARTHAUD (A))
- HEUREUX BEDOUINS D'ARABIE
- Undiscovered Asir
- Thierry au pays de l'or noir - chronique d'une passion
- In the Shadow of the Black Tents
- Flowered men and green slopes of Arabia
- Impressions of Arabia Architecture and Frescos of the Asir Region
- Colours of Arabia, the Painter's Garden, the Architecture & Murals of 'Asir
- Arabia, the Painters' Garden: The Architecture and Murals of 'Ashir